# Badefols-sur-Dordogne
Badefols-sur-Dordogne település Franciaországban, Dordogne megyében. Lakosainak száma 205 fő (2022. január 1.). Badefols-sur-Dordogne Mauzac-et-Grand-Castang, Calès, Lalinde, Molières és Pontours községekkel határos.

## Népesség
A település népességének változása:
| Lakosok száma | 173  | 150  | 188  | 195  | 220  | 212  | 212  | 210  | 208  | 205  |
|               | 1968 | 1982 | 1990 | 2006 | 2013 | 2015 | 2017 | 2019 | 2020 | 2022 |